# ローズ・シティ・パーク (ポートランド)
ローズ・シティ・パーク（英: Rose City Park）は、アメリカ合衆国オレゴン州ポートランドの北東部に位置する地区および公園である。西部でボーモント＝ウィルシャー地区とハリウッド・ディストリクト地区、北部でカリー地区、東部でローズウェイ地区とマディソン・サウス地区、南部でセンター地区にそれぞれ接する。
第1回ポートランド・ローズ・フェスティバルが開催された1907年に街区整備が行われた。Portland Railway, Light & Power Co.が保有するダウンタウン・ポートランドと同地区を結ぶ路面電車も同年に運営が開始。その後、1936年11月30日に廃止された。
地区内には同名の公園（1920年設立）の他、ノーマンデール公園（1940年）、フレーザー公園（1950年）、ローズ・シティ・ゴルフ・コース（1920年）が存在する。
MAXライトレール網のブルーライン・レッドラインの NE 60th Ave 駅がセンター地区との地区境に位置する。
2008年7月、『フォーブス』誌はローズ・シティ・パークを米国内における第9位の「値段が高すぎる地区」として格付けした。